# Cethosia insulata
Cethosia insulata är en fjärilsart som beskrevs av Butler 1873. Cethosia insulata ingår i släktet Cethosia och familjen praktfjärilar. Inga underarter finns listade i Catalogue of Life.